# Вісник господарського судочинства

Обкладинка журналу. № 1/2010

Журнал «Ві́сник господа́рського судочи́нства» — це офіційне видання, єдине в Україні, в якому подається та науково коментується практика Вищого господарського суду України і господарських судів.
Офіційний друкований орган Вищого господарського суду України.
Значну частину в журналі займають статті визнаних фахівців із цивільного, господарського, фінансового та податкового права та інших галузей законодавства, що регулюють питання господарювання та підприємництва. Наукові публікації, що розміщені в журналі зараховуються ВАК для здобуття наукових ступенів у галузі права. Крім того у виданні подається загальна інформація щодо діяльністі українських господарських судів та наводяться роз'яснення й інформаційні листи президії ВГСУ, друкуються тексти нових нормативно-правових актів.